# 雙離合變速箱

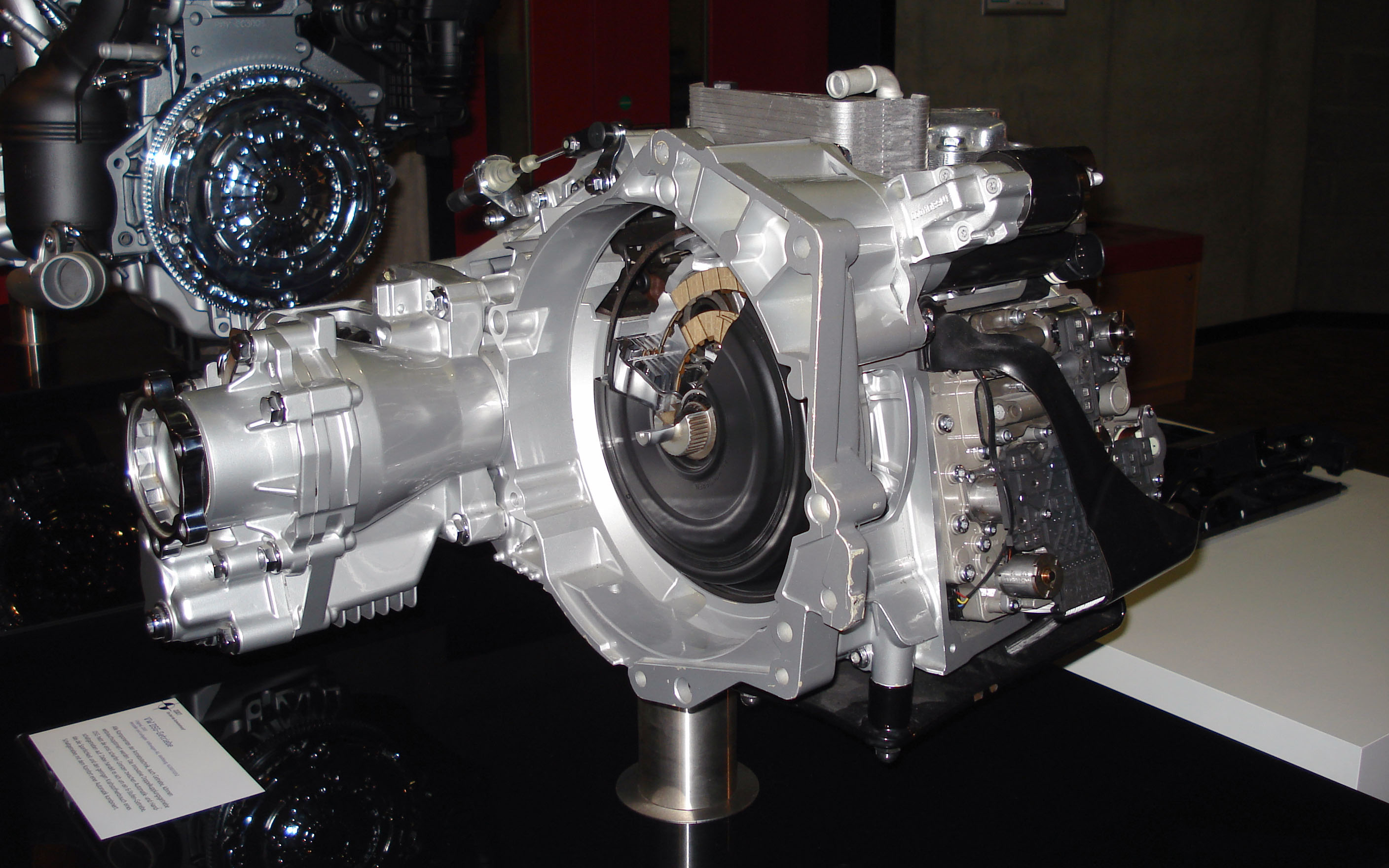
大众集团6前速DSG變速箱

一个典型的双离合結構圖。蓝色和灰色分别代表了两套离合器和其对应的输出轴

雙離合器變速箱（英語：Dual-Clutch Transmission，縮寫：DCT），是半自動變速箱的一種，亦屬自排變速箱的一種，利用兩組離合器，分別負責轉換雙或單數挡位，令轉挡的速度大大提升。由於雙離合器變速箱和單離合器的自動手排變速箱一樣，離合器的作動是透過電腦進行控制，因此在台灣亦稱雙離合自手排變速箱。

## 歷史
雙離合變速箱由法國人阿道夫·凯格雷斯（Adolphe Kégresse）於第二次世界大戰前發明；直到1980年，英國人哈里·韦伯斯特（Harry Webster）才將它應用於福特Fiesta Mk1、福特Ranger和標緻205的原型之上。1980年代，保时捷在Porsche 962C赛车上使用双离合变速器获得成功，使双离合变速器重新获得注意。但因为变速器的可靠性和控制系统缺陷，直到2000年代才在民用市场得到推广。技術甚至被移植到摩托车之上。

## 技术特点
双离合变速器的结构非常类似手动变速器。它也包括带有齿轮和惰轮的动力输入轴，和带有不同挡位齿轮的中间轴，并通过换挡拨叉改变挡位。所不同的是，双离合变速器具有两组输入轴和中间轴。其中一组具有奇数挡位，另一组具有偶数挡位。两组输入轴通过两个不同的离合器将动力输出到与之匹配的中间轴上。因为具有两组离合器故此被称为双离合变速器。
变速箱工作时，一组离合器结合，对应的输入轴带动中间轴工作。另一组离合器分离，同时换挡拨叉在電腦的控制下提前将挡位挂入下一挡。当变速箱需要变挡时，只需切断工作中的离合器并结合待命中另一组即可完成换挡工作。由于变速箱拨叉调整输出轴齿轮的工作不在换挡之时完成，因此可以获得相当快的换挡速度。双离合变速器分为乾式与湿式两种。其区别在于，湿式变速器的离合器被安装于一个密封的油腔内，而乾式变速器的离合器则被安放于开放的干燥环境中。相较之下，湿式变速器可以提供更大的扭矩支持和可靠性。但成本和体积相应也较高。

### 优点
- 由于没有液力变矩器作为传动环节，因此效率与手动变速器相仿。若搭配上合适的换挡逻辑，甚至可以获得比手动变速器更佳的燃油经济性。[7]
- 其本质是两个手动变速器组合到一起，因此生产容易，成本比传统自动变速器更低。[7]
- 换挡速度仅次于序列式变速箱。

### 缺点
- 因为必须使用两套输出轴，因此双离合变速器的体积较自动变速器大并且更重。
- 由于没有液力变矩器，当车辆起步和低速运行时，离合器不得不长时间处于半联动状态。如果厂家在此时的调校倾向于反复换挡或长期处于半联动状态，变速箱的离合片很容易积累过多的热量。[7][6]当车辆处于湿热或极度拥堵的环境中长时间运行，变速箱的离合器很容易因此损坏。[7]尤其是乾式双离合变速器，因为缺少散热装置，更可能导致离合器及驱动机构无预警的失效。[8]
- 早期的干式双离合变速器散热孔开口位于底盘底部，当车辆涉水淹没变速器后生锈污染变速器飞轮，易导致变速器故障。后期的变速器散热孔开口位置有改动，但因难以区分型号，因此建议使用干式双离合变速器的车辆涉水高度不应超过车轮直径三分之一。
- 目前市面上平價車使用的雙離合變速箱，故障率高。
- 維修費用昂貴，大多由後勤單位修繕完成後，將整顆變速箱總成吊至前線做整顆變速箱更換。

## 商業應用

### 大众
大众是较早在民用市场投放双离合变速器的厂家。为了与其他厂家的类似产品区别，将其产品称为直接换挡变速器（DSG, Direct-Shift Gearbox）。
早在2003年，大众就在大众高尔夫的高性能版R32上搭载其第一代双离合变速器。这也是世界上最早搭载在民用量产上的双离合变速器。大众最早推出的双离合变速器是6速湿式的DQ250。这款变速箱至今还在大众的高尔夫GTI和尚酷等车型上使用。此变速箱适合前横置引擎，包括前驱和四驱的模式。其核心部件由博格华纳提供。在DQ250获得成功后，2009年，大众开始在全球推进TSI涡轮增压发动机+DSG变速器的动力总成组合。同年推出的7速乾式变速箱DQ200，核心部件由鲁克提供。DQ200被用于从POLO到帕萨特的各级别轿车上。它比DQ250成本更低更加紧凑，效率更高，但隐藏严重的可靠性问题。大众的DSG变速箱也被使用在奥迪、斯柯达和布加迪的车型上。当用于奥迪的车型时，DSG变速箱被称为STronic
2013年3月16日，中国国家质检总局的研究指出大众汽车的DSG技术存在嚴重安全問題，於某些型號上可導致汽車馬力突然增加或減少。就此，相關的政府部門已勒令廠方召回問題車輛。而臺灣的中華民國交通部也在2012年10月發函致VW在臺灣的總代理太古標達公司，應針對搭載DSG變速箱之車款進行召回，並提出相關因應規劃，並於2013年1月18日發佈新聞稿，指將啟動Volkswagen DSG變速箱瑕疵安全性調查作業。

### 福特
福特于2008年发布第一套6速湿式双离合变速器PowerShift，原廠代號6DCT450。这套变速箱最早被用于福克斯（Focus），之后也被用在嘉年华（Fiesta，搭載乾式雙離合器變速箱，代號6DCT250）和蒙迪欧（Mondeo）上。和大多数双离合变速器不同，PowerShift使用伺服电机而不是液压原件控制离合器，因此可靠性更高一些。
除了福特，（Volvo）也使用PowerShift变速箱。

### 法拉利
法拉利最早于458上搭载双离合变速器。目前还有California搭载有法拉利的7速双离合变速器。

### 日產
日產於日產GT-R(R35)車型上搭載名為GR6的6速雙離合器變速箱，提供0.2秒的換檔速度。該變速箱後置於GT-R車身，並提供全時4輪動力輸出。

### 保时捷
保时捷的双离合变速器被称为PDK（德語：Porsche Doppelkupplung）。尽管保时捷早在1980年代就将双离合变速器用于赛车，但直到2009年保时捷才将双离合变速器用于民用车辆上。最早搭载PDK变速箱的车型是保时捷997卡雷拉。现在还有卡宴、Boxster、Panamera搭载有PDK变速器。

### 三菱
三菱的双离合变速器被称为SST。主要搭载在三菱Lancer Evolution上。SST变速器的特点是额外提供一个超级运动模式的功能，可以在高速换挡时更加轻快，并为车辆提供超乎寻常的起步和加速扭矩。但这个功能容易导致变速箱故障。

### 本田
本田在2009年推出其首款6速双离合摩托车变速器。这也是世界上第一款专用于摩托车的双离合变速器。本田表示这款变速器可以使油耗有效降低。这款变速器主要搭载于本田VFR1200和NC700等大排量街车上。

### 比亚迪
比亚迪生产一套TID7速乾式双离合变速器。这套变速器主要搭载在比亚迪速锐和G6上。

### 吉利
吉利吉利汽车自行研制代号为7DCT330的双离合变速器被广泛应用在吉利及部分领克车型上。该款变速箱亦有混能版本代号为7DCTH390是在其基础上增加一个电动马达与变速箱控制程序及电子控制单元配合使其实现油电混能的功能。

## 主要供应商
- 博格华纳（BorgWarner）[11]
- 鲁克（Luk）[11]
- 格特拉克[11]